# Manda Ophuis
Manda Ophuis (Uithuizen, 27 de novembro de 1980) é uma cantora e flautista transversal dos Países Baixos, fundadora e vocalista da banda de rock sinfônico neerlandesa Nemesea.

## Formação musical
Herdando de seus pais a paixão pela música, Manda Ophuis iniciou-se em seus estudos musicais ainda criança, aos sete anos de idade.
Em 1988, aos oito anos, começou a estudar flauta transversal em uma escola de música na Holanda, da qual foi aluna por sete anos consecutivos, até 1995.
Começou a cantar em 1998, aos 18, e, um ano mais tarde, em 1999, quando somava 19 anos de idade, ingressou em um conservatório musical em Groningen, onde estudou canto (técnica e interpretação vocais) durante cerca de dois anos e meio, até 2002. Manda Ophuis estuda canto até os dias de hoje.
Manda Ophuis tomou contato com o metal pela primeira vez em sua vida em 1996, aos 16 anos de idade, ao ouvir a banda de rock sinfônico neerlandesa The Gathering. Aliás, foi a voz da então vocalista daquela banda, a compositora, cantora e letrista neerlandesa Anneke van Giersbergen, que a motivou a dar início a seus estudos de canto.

## Carreira
Em setembro de 2002, Manda Ophuis, que já cantara em uma banda de rock dos Países Baixos, fundou a banda de rock sinfônico neerlandesa Nemesea, ao lado do guitarrista Hendrik Jan de Jong, músico que ela conhecera no conservatório musical de Groningen.
Enquanto vocalista do Nemesea, Manda Ophuis já lançou dois álbuns fonográficos - a saber: Mana, de 2004, e In Control, de 2007. Sua banda, que já havia aberto shows da banda de metal sinfônico neerlandesa After Forever durante uma turnê em 2003 (antes mesmo de lançar seu álbum de estréia), já deu concertos em um sem-número de países da Europa).
Manda é namorada do guitarrista neerlandês Hendrik Jan de Jong, com quem fundou o Nemesea em setembro de 2002.
Sua artista e sua banda prediletas são, respectivamente, a compositora, cantora e letrista neerlandesa Anneke van Giersbergen e a banda de rock sinfônico neerlandesa The Gathering, além de ser fã da compositora, arranjadora, orquestradora, cantora lírica e popular, multi-instrumentista, letrista e professora de técnica e interpretação vocais neerlandesa Floor Jansen (compositora, vocalista e letrista da banda de symphonic metal dos Países Baixos After Forever), da compositora, cantora e pianista estadunidense Tori Amos, das bandas Rammstein e Evanescence, e do DJ Tiesto.[carece de fontes?]